# Giulia van Varano

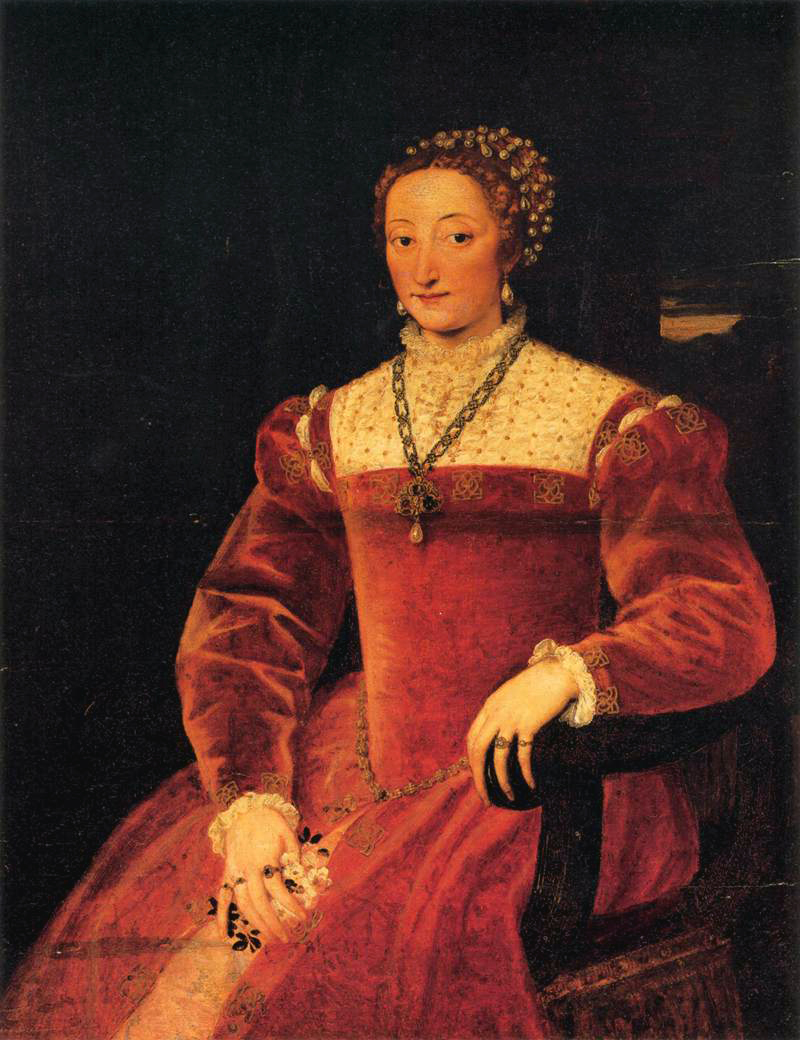
Giulia van Varano, door Titiaan

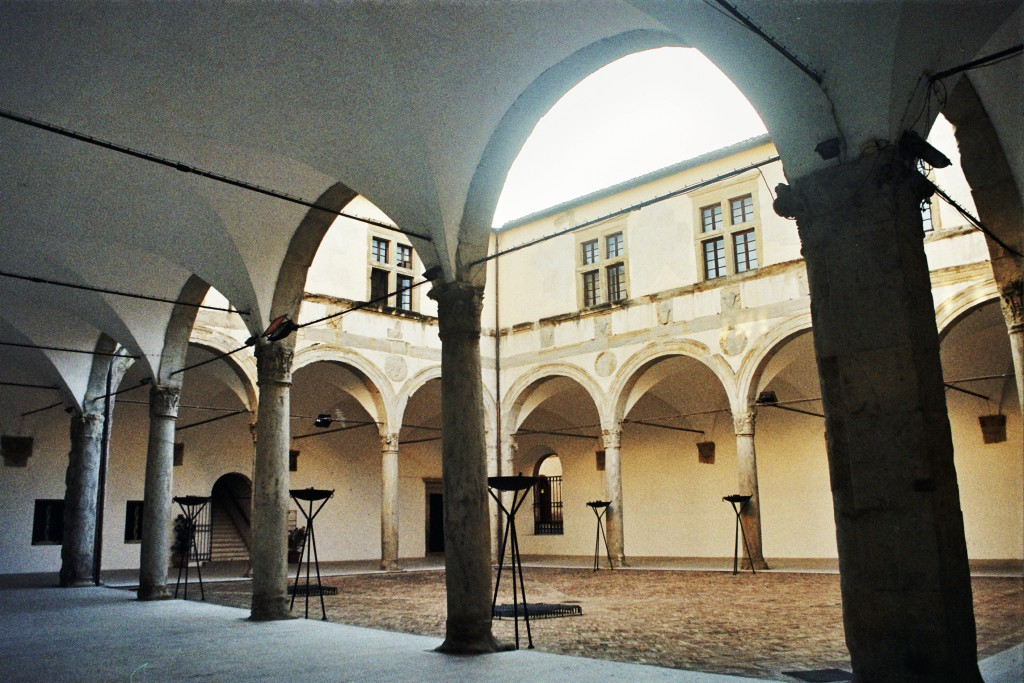
Voormalig hertogelijk paleis van Camerino

Giulia van Varano (Camerino, 24 maart 1523 – Fossombrone, 18 februari 1547) was de laatste hertogin van Camerino (1527-1539) en ze was hertogin-gemalin van Urbino (1534-1547).

## Levensloop
Giula was een dochter van Giovanni Maria van Varano, hertog van Camerino en Caterina Cybo. Camerino was destijds een hertogdom en een enclave binnen de Pauselijke Staat. Het hertogdom bevatte de stad Camerino en omstreken. In 1527 – Giulia was 4 jaar oud – stierf haar vader. Moeder Cybo werd regentes van Camerino. 
In 1534 huwde Giulia met Guidobaldo II della Rovere, hertog van het naburige Urbino. Guidobaldo II was de oudste zoon van Francesco Maria della Rovere. 
Moeder Cybo bleef regentes in Camerino. Giula was in naam hertogin van Camerino, doch voor korte tijd nog. Paus Paulus III had beslist het hertogdom Camerino te annexeren. Giulia werd verplicht af te treden in 1539. Een belangrijke reden voor annexatie was de sympathie van moeder Cybo voor het protestantisme. Camerino werd pauselijk bezit en Paulus III schonk het pauselijk hertogdom aan zijn kleinzoon Ottavio Farnese (1540).
Na haar dood aan de leeftijd van 24 jaar (1547), werd Giulia begraven in het klooster van Santa Chiara in Urbino. Haar man, Guidobaldo II hertrouwde (1548) met de kleindochter van de paus, Vittoria Farnese.

## Schilderijen
- Van Giulia van Varano is een portret bewaard van de hand van Titiaan. Het stelt haar voor als hertogin-gemalin van Urbino. Het portret bevindt zich in de Galleria Palatina in Florence.
- Van de Venus van Urbino, een ander schilderij van Titiaan, wordt aangenomen dat het gaat om Giulia van Varano.